# 만화주제가 골든
만화주제가 골든은 한국음반에서 출시한 카세트테이프이다. 유튜브에서 유성가면 채널의 동영상 시청할 것이다.

## 곡 목록
시청할 예정은 굵은 글씨 표시

### 1집
1. 숲속의 요정 판사
2. 귀염둥이 포니
3. 무적의 로봇 고바리안
4. 슈퍼소녀 비키
5. 요술공주 샐리
6. 별나라 손오공
7. 무적의 왕자 라이온
8. 컴퓨터 형사 가젯트
9. K-출동 바이오 용사
10. 죨리
11. 피노키오의 모험
12. 우리들은 꿈동이
13. 동화나라 ABC
14. 만화동산
15. 돌개바람 소년
16. 무적의 실버호크
17. 꼬마탐정 안제
18. 작은 아씨들
19. Z소년 마르스
20. 날아라 마야
21. 난장이 요정들
22. 찰리 브라운
23. 날아라 거북선
24. 우주괴물 몬스타 대장
25. 우리는 꼬마 해적
26. 작은북 큰북

### 2집
1. 꼬마바이킹 빅키
2. 풍권동자
3. 우주보안관 장고
4. 우주선장 율리시스
5. 유령 탐험대
6. 우주여왕 쉬라
7. 천사소녀 새롬이
8. 알쏭달쏭 맴맴
9. 유령 대소동
10. 이반의 노래
11. 동물들의 합창
12. 악마의 노래
13. 욕심쟁이 오리 아저씨
14. 요술봉
15. 새롬이
16. 태양소년 에스테반
17. 리나리나 바베리나
18. 우주의 왕자 슈퍼 2호
19. 파랑새
20. 외계철인 고스터
21. 소년탐정 학다리
22. 은하열차 우주호
23. 마술소녀 모모밍키
24. 항공모함 메칸더

### 3집
1. 수퍼 고릴라
2. 제프슨과 메론부인
3. 소년 코나의 모험
4. 천하무적 멍멍기사
5. 시골소녀 폴리아나
6. 개구장이 푸무클
7. 마야 붕붕
8. 오즈의 마법사
9. 요술장이의 노래
10. 올리버 트위스트
11. 치티치티 빵빵
12. 선화공주
13. 안델센 동화나라
14. 감자마을 친구들
15. 메칸더 V
16. 수퍼보이
17. 검은별을 잡아라
18. 하얀 독수리
19. 바베크 탐정
20. 날아다니는 가방
21. 바보이왕
22. 마야의 자장가
23. 검은별
24. 늑대와 일곱마리 염소

### 4집
1. 우주 삼총사
2. 유성인간
3. 날아라 스타에이스
4. 목장소녀 캐트리
5. 소공녀 세라
6. 허클베리 핀
7. 요술공주 세리
8. 해치의 모험
9. 호호 아줌마
10. 안델센 아저씨
11. 톰과 제리
12. 뽀빠이
13. 곰돌이 가족
14. 소공자 세디
15. 브이
16. 개구장이 죠디
17. 톰소녀의 모험
18. 꼬마자동차 붕붕
19. 날으는 소년 일지매
20. 들장미 소녀 캔디
21. 슈퍼 마징가 3
22. 고깔모자 삼총사
23. 돌아온 아톰
24. 간첩잡는 똘이장군

### 5집
1. 마르코폴로의 모험
2. 꿈나라 요술 친구들
3. 샌디
4. 천년여왕
5. 개구리 왕눈이
6. 우주 삼총사
7. 마징가 Z
8. 요술공주 세리
9. 용감한 죠리
10. 원탁의 기사
11. 알프스소녀 하이디
12. 은하철도 999
13. 유령 대소동
14. 열두가지 짐승
15. 호랑이 선생님
16. 딱따구리
17. 짱가
18. 그랜다이저
19. 달려라 번개호
20. 신밧드의 모험
21. 마루치 아라치
22. 태권 V
23. 스파이더맨
24. 우주소년 아톰

## 시청 목록
| 집  | 면  | 제목                                     | 시간 |
| --- | --- | ---------------------------------------- | ---- |
| 1집 | A면 | 숲속의 요정 판사 ~ 동화나라 ABC          | 27분 |
| 1집 | B면 | 만화동산 ~ 작은북 큰북                   | 30분 |
| 2집 | A면 | 꼬마바이킹 빅키 ~ 악마의 노래            | 27분 |
| 2집 | B면 | 욕심쟁이 오리아저씨 ~ 항공모함 메칸더    | 27분 |
| 3집 | A면 | 수퍼 고릴라 ~ 선화공주                   | 28분 |
| 3집 | B면 | 안델센 동화나라 ~ 늑대와 일곱마리의 염소 | 26분 |
| 4집 | A면 | 우주 삼총사 ~ 뽀빠이                     | 26분 |
| 4집 | B면 | 곰돌이 가족 ~ 간첩잡는 똘이장군          | 26분 |
| 5집 | A면 | 마르코폴로의 모험 ~ 은하철도 999         | ?분  |
| 5집 | B면 | 유령 대소동 ~ 우주소년 아톰              | ?분  |

## 날짜 목록
| 날짜 일자       | 제목                                     |
| --------------- | ---------------------------------------- |
| 2020년 1월 23일 | 만화주제가골든 제1집 A (1989년 한국음반) |
| 2020년 1월 31일 | 만화주제가골든 제1집 B (1989년 한국음반) |
| 2020년 2월 7일  | 만화주제가골든 제2집 A (1989년 한국음반) |
| 2020년 2월 14일 | 만화주제가골든 제2집 B (1989년 한국음반) |
| 2020년 2월 21일 | 만화주제가골든 제3집 A (1989년 한국음반) |
| 2020년 2월 28일 | 만화주제가골든 제3집 A (1989년 한국음반) |
| 2020년 3월 8일  | 만화주제가골든 제4집 A (1989년 한국음반) |
| 2020년 3월 20일 | 만화주제가골든 제4집 B (1989년 한국음반) |
| 시청 예정       | 만화주제가골든 제5집 A (1989년 한국음반) |
| 시청 예정       | 만화주제가골든 제5집 B (1989년 한국음반) |

## 스태프
- 기획,발행:한국음반